# Associazione Calcistica Perugia Calcio 2018-2019
Questa voce raccoglie le informazioni riguardanti l'Associazione Calcistica Perugia Calcio nelle competizioni ufficiali della stagione 2018-2019.

## Stagione
Nella stagione 2018-2019 il Perugia disputa il campionato cadetto, con 50 punti raccolti, ottiene l'ottava posizione, con diritto di disputare i Play-off. Nel turno preliminare viene subito eliminato dal Verona, che si è imposto (4-1). Il grifone allenato da Alessandro Nesta ha ottenuto 26 punti nel girone di andata e 24 nel ritorno. Si è distinto nelle file biancorosse Valerio Verre, centrocampista preso in prestito dalla Sampdoria, che ha firmato 12 reti in campionato, in doppia cifra anche Luca Vido con 10 centri, dei quali 4 su calcio di rigore. Nella Coppa Italia Tim Cup perugini subito fuori nel secondo turno, eliminati dal Novara, che si è imposto al Curi (1-3).

## Divise e sponsor
Il fornitore ufficiale di materiale tecnico per la stagione 2018-2019 è FG Sport, mentre gli sponsor di maglia sono Officine Piccini (main sponsor), Vitakraft (co-sponsor) e Mericat (pantaloncino). Due nuovi sponsor istituzionali unici per tutta la Serie B: Unibet come Top Sponsor posteriore e "Facile ristrutturare" sulla manica sinistra come patch.
| Casa | Trasferta | 3ª divisa |

## Rosa
| N. |                      | Ruolo | Calciatore             |
| -- | -------------------- | ----- | ---------------------- |
| 1  | Italia (bandiera)    | P     | Nicola Leali           |
| 1  | Argentina (bandiera) | P     | Albano Bizzarri        |
| 2  | Italia (bandiera)    | D     | Aleandro Rosi          |
| 3  | Italia (bandiera)    | D     | Gian Filippo Felicioli |
| 4  | Marocco (bandiera)   | D     | Jawad El Yamiq         |
| 5  | Italia (bandiera)    | C     | Valerio Verre          |
| 7  | Italia (bandiera)    | D     | Pasquale Mazzocchi     |
| 8  | Italia (bandiera)    | C     | Raffaele Bianco        |
| 9  | Italia (bandiera)    | A     | Mattia Mustacchio      |
| 10 | Italia (bandiera)    | A     | Luca Vido              |
| 11 | Italia (bandiera)    | A     | Federico Melchiorri    |
| 12 | Italia (bandiera)    | P     | Simone Perilli         |
| 13 | Italia (bandiera)    | D     | Filippo Sgarbi         |
| 14 | Nigeria (bandiera)   | C     | Kingsley Michael       |
| 15 | Belgio (bandiera)    | D     | Pierre-Yves Ngawa      |

| N. |                                 | Ruolo | Calciatore         |
| -- | ------------------------------- | ----- | ------------------ |
| 17 | Italia (bandiera)               | C     | Marco Carraro      |
| 18 | Italia (bandiera)               | D     | Alessandro Bordin  |
| 19 | Nigeria (bandiera)              | A     | Sadiq Umar         |
| 20 | Italia (bandiera)               | A     | Andrea Bianchimano |
| 20 | Bosnia ed Erzegovina (bandiera) | D     | Daniel Pavlović    |
| 21 | Italia (bandiera)               | D     | Michele Cremonesi  |
| 22 | Brasile (bandiera)              | P     | Gabriel            |
| 23 | Italia (bandiera)               | C     | Marco Moscati      |
| 24 | Romania (bandiera)              | C     | Vlad Dragomir      |
| 25 | Italia (bandiera)               | D     | Nicola Falasco     |
| 26 | Italia (bandiera)               | A     | Giovanni Terrani   |
| 26 | Italia (bandiera)               | C     | Marcello Falzerano |
| 27 | Corea del Nord (bandiera)       | A     | Han Kwang-Song     |
| 28 | Costa d'Avorio (bandiera)       | C     | Christian Kouan    |
| 32 | Slovacchia (bandiera)           | D     | Norbert Gyömbér    |

## Risultati

### Serie B

#### Girone di andata
| Arbitro: | Pezzuto (Lecce) |

|            |           |                   |
| Bisoli 43’ | Marcatori | 90+4’ (rig.) Vido |

| Arbitro: | Guccini (Albano Laziale) |

|              |           |  |
| Vido 6’, 48’ | Marcatori |  |

| 15 settembre 2018 3ª Giornata |  | – Turno di riposo Perugia |  |  |

| Arbitro: | Fourneau (Roma) |

|                                                         |           |              |
| Bellusci 14’ Nestorovski 18’, 68’ (rig.) Trajkovski 58’ | Marcatori | 79’ Dragomir |

| Arbitro: | Rapuano (Rimini) |

|  |           |            |
|  | Marcatori | 76’ Mokulu |

| Arbitro: | Dionisi (L'Aquila) |

|             |           |              |
| Maniero 13’ | Marcatori | 72’ Kingsley |

| Arbitro: | Di Martino (Teramo) |

|                |           |  |
| Melchiorri 53’ | Marcatori |  |

| Arbitro: | Piccinini (Forlì) |

|                            |           |                 |
| Mazzarani 56’ Casasola 77’ | Marcatori | 60’ (rig.) Vido |

| Arbitro: | Marinelli (Tivoli) |

|                              |           |                |
| Henderson 43’ Di Carmine 51’ | Marcatori | 26’ Melchiorri |

| Arbitro: | Pillitteri (Palermo) |

|                                      |           |                                    |
| Verre 17’ Falasco 56’ El Yamiq 90+2’ | Marcatori | 45’ (rig.) Capello 75’ Cappelletti |

| Arbitro: | Abbattista (Molfetta) |

|                          |           |                                          |
| Diamanti 32’, 40’ (rig.) | Marcatori | 13’ Melchiorri 53’ Verre 75’ (rig.) Vido |

| Arbitro: | Pezzuto (Lecce) |

|                           |           |                 |
| Verre 23’ Simy 63’ (aut.) | Marcatori | 56’ (rig.) Simy |

| Arbitro: | Massimi (Termoli) |

|                         |           |           |
| Coda 17’ Bandinelli 90’ | Marcatori | 35’ Verre |

| Arbitro: | Ghersini (Genova) |

|                       |           |              |
| Verre 42’ Gyömbér 64’ | Marcatori | 52’ Melegoni |

| Lecce 8 dicembre 2018, ore 15:00 CET 15ª giornata | Lecce              | 0 – 0 referto | Perugia | Stadio Via del Mare (10.300 spett.)\| Arbitro: \| Marinelli (Tivoli) \| |
| Arbitro:                                          | Marinelli (Tivoli) |               |         |                                                                         |

| Arbitro: | Aureliano (Bologna) |

|          |           |           |
| Vido 18’ | Marcatori | 68’ Gyasi |

| Arbitro: | Guccini (Albano Laziale) |

|                          |           |                                 |
| Schenetti 34’ Branca 77’ | Marcatori | 27’ Verre 57’ (aut.) Camigliano |

| Arbitro: | Abbattista (Molfetta) |

|                           |           |  |
| Kouan 13’, 27’ Vido 90+4’ | Marcatori |  |

| Arbitro: | Minelli (Varese) |

|                                                |           |  |
| Terranova 15’ Piccolo 22’ Castrovilli 36’, 59’ | Marcatori |  |

#### Girone di ritorno
| Arbitro: | Giua (Olbia) |

|  |           |                                  |
|  | Marcatori | 4’ Torregrossa 75’ A. Donnarumma |

| Arbitro: | Marini (Roma) |

|  |           |                                   |
|  | Marcatori | 51’ Verre 56’ Han 90+6’ Falzerano |

| 3 febbraio 2019 22ª giornata |  | – Turno di Riposo Perugia |  |  |

| Arbitro: | Serra (Torino) |

|                |           |                |
| Melchiorri 89’ | Marcatori | 2’, 47’ Pușcaș |

| Arbitro: | Maggioni (Lecco) |

|  |           |                  |
|  | Marcatori | 90+1’ Melchiorri |

| Arbitro: | Prontera (Bologna) |

|  |           |                     |
|  | Marcatori | 17’ (rig.) Bruccini |

| Arbitro: | Pillitteri (Palermo) |

|                                |           |                                    |
| Segre 38’ Felicioli 83’ (aut.) | Marcatori | 12’ Sadiq 40’ Verre 44’ Melchiorri |

| Arbitro: | Guccini (Albano Laziale) |

|                             |           |              |
| Verre 28’ Sadiq 31’ Han 71’ | Marcatori | 35’ Casasola |

| Arbitro: | Di Martino (Teramo) |

|           |           |                              |
| Verre 86’ | Marcatori | 54’ Bianchetti 60’ Henderson |

| Arbitro: | Abbattista (Molfetta) |

|  |           |         |
|  | Marcatori | 18’ Han |

| Arbitro: | Maggioni (Lecco) |

|                                   |           |                    |
| Verre 38’, 62’ (rig.) Carraro 49’ | Marcatori | 65’ (rig.) G. Gori |

| Arbitro: | Minelli (Varese) |

|                       |           |  |
| Simy 35’ Barberis 81’ | Marcatori |  |

| Arbitro: | Dionisi (L'Aquila) |

|                  |           |                                                       |
| Han 9’ Sadiq 12’ | Marcatori | 7’ (rig.), 73’ (rig.) N. Viola 18’ Caldirola 44’ Coda |

| Arbitro: | Rapuano (Benevento) |

|              |           |         |
| Memushaj 30’ | Marcatori | 70’Vido |

| Arbitro: | Sacchi (Macerata) |

|               |           |                         |
| Falzerano 44’ | Marcatori | 38’ La Mantia 55’ Falco |

| Arbitro: | Marini (Roma) |

|             |           |                |
| Okereke 39’ | Marcatori | 84’ Melchiorri |

| Perugia 1º maggio 2019, ore 15:00 CEST 36ª giornata | Perugia           | 0 – 0 referto | Cittadella | Stadio Renato Curi (7 679 spett.)\| Arbitro: \| Ghersini (Genova) \| |
| Arbitro:                                            | Ghersini (Genova) |               |            |                                                                      |

| Arbitro: | Di Paolo (Avezzano) |

|                     |           |  |
| L. Greco 75’ (rig.) | Marcatori |  |

| Arbitro: | Giua (Olbia) |

|                          |           |             |
| Vido 5’ Kouan 86’, 90+3’ | Marcatori | 44’ Piccolo |

#### Play-off
| Arbitro: | Pezzuto (Lecce) |

|                                                   |           |                 |
| Di Carmine 42’ Empereur 101’ Pazzini 118’, 120+1’ | Marcatori | 89’ (rig.) Vido |

### Coppa Italia Tim Cup

#### Turni eliminatori
| Arbitro: | Dionisi (L'Aquila) |

|          |           |                                  |
| Vido 72’ | Marcatori | 4’ Stoppa 34’ Schiavi 86’ Simeri |